# گیاگان
گیاگان، گیا، حیات گیاهی، فلور (به فرانسوی: flore) یا فلورا (به انگلیسی: flora) مجموعه‌ای از گونه‌های گیاهی هستند که در یک منطقهٔ جغرافیایی و در دوره‌ای معین می‌زیند. گاهی باکتری‌ها و قارچ‌ها نیز به عنوان گیاگان شناخته می‌شوند.
اصطلاح مشابه مربوط به حیات حیوانی زیاگان است.

## تاریخچه
اولین بار در سال ۱۸۴۹، جولز تورمن، (فرانسوی: Jules Thurmann) میان پوشش گیاهی و گیاگان تفاوت قائل شد. پیش از این، این دو اصطلاح به‌طور معادل مورد استفاده قرار می‌گرفتند.

## ریشه‌شناسی
معادل این کلمه در زبان انگلیسی فلورا است که ریشه در زبان لاتین دارد. فلورا، ایزدبانوی گل‌ها و گیاهان در اساطیر روم بود.

## تقسیم‌بندی گیاگان
گیاهان بر اساس منطقه (مناطق فلوریستی)، دوره، محیط مخصوص، یا آب و هوا دسته‌بندی می‌شوند. مناطق می‌توانند زیستگاه‌های متمایز مانند کوه یا دشت باشند. گیاگان می‌تواند زندگی گیاه یک دوره تاریخی را در فلورای فسیلی بدانیم. در نهایت، فلورها ممکن است با محیط‌های خاص تقسیم شوند:
دستهٔ اول گیاگان بومی یا فلور منطقه هستند.
دستهٔ دوم، فلور کشاورزی و باغبانی (فلور باغ) است. این دسته شامل گیاهانی که عمداً توسط انسان رشد می‌کنند و پرورش می‌یابند.
دستهٔ سوم، گیای علف‌های هرز است. به‌طور سنتی این طبقه‌بندی به گیاهانی که به‌عنوان نامطلوب شناخته می‌شود اعمال می‌شود و در تلاش برای کنترل یا ریشه کن کردن آن‌ها مورد مطالعه قرار می‌گیرد.

## مستندسازی

قاره‌های گیاه‌شناسی. طرح جغرافیایی جهان برای توزیع ضبط گیاهان، مورد استفاده برای طبقه‌بندی فلورها از لحاظ جغرافیایی

گیاگان ممکن است نیاز به دانش تخصصی گیاه‌شناسی داشته باشد تا به صورت کارآمد مورد استفاده قرار گیرد.